# Nicodemus Tessin

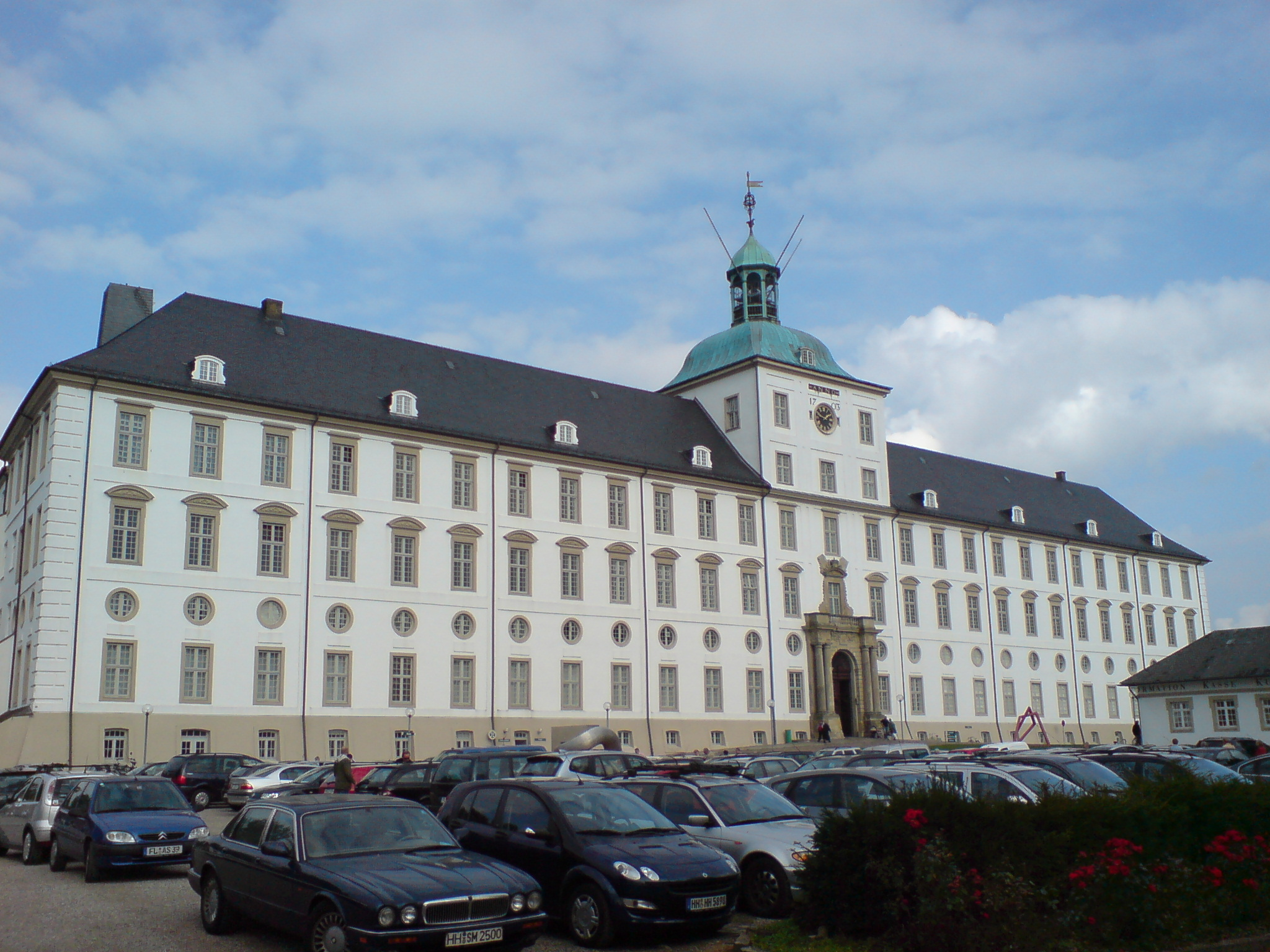
Castelo Gottorp, perto de Eslésvico

Nicodemus Tessin, dito o Jovem, foi um conde, arquiteto e urbanista da Suécia. Estudou com seu pai, Nicodemus Tessin, o Velho, também arquiteto do barroco sueco. Entre 1673 e 1680 viajou pela Europa, visitando a Inglaterra, a França e a Itália, recebendo influências que marcaram sua produção.
Seus trabalhos mais importantes foram o grande Palácio Real de Estocolmo, iniciado em 1697 e o Palácio de Tessin (iniciado em 1694). Concluiu também o Palácio de Drottningholm após a morte de seu pai.
Seu filho, Carl Gustaf Tessin foi um dos mais influentes políticos suecos de seu tempo.

## Obra
• Slottet Tre Kronor, palácio destruído por um incêndio em 1697, onde construíu uma ala inspirado no Palazzo Farnese em Roma;
• Palácio Real de Estocolmo, onde a influência do projeto de Bernini para o Palais du Louvre é clara;
• Palácio de Tessin, em Estocolmo (1694-1700);
• Palácio de Steninge, inspirado no francês Château de Vaux-le-Vicomte;
• Palácio de Drottningholm, projeto de seu pai, que ele terminou;
• Castelo Gottorp, perto de Schleswig (1697-1703).